# RFU Championship 2003-04
La RFU Championship 2003-04 fue la decimoséptima edición del torneo de segunda división de rugby de Inglaterra.

## Sistema de disputa
Los equipos se enfrentaran todos contra todos en condición de local y de visitante, totalizando 26 partidos en la fase regular.

## Clasificación
| Pos. | Equipo                      | Encuentros | Encuentros | Encuentros | Encuentros | Tantos | Tantos | Tantos | PB | Puntos |
| Pos. | Equipo                      | PJ         | PG         | PE         | PP         | F      | C      | Dif    | PB | Puntos |
| ---- | --------------------------- | ---------- | ---------- | ---------- | ---------- | ------ | ------ | ------ | -- | ------ |
| 1    | Worcester                   | 26         | 26         | 0          | 0          | 1119   | 340    | 779    | 21 | 125    |
| 2    | Orrell RUFC                 | 26         | 22         | 0          | 4          | 946    | 455    | 491    | 20 | 108    |
| 3    | Plymouth Albion RFC         | 26         | 19         | 1          | 6          | 752    | 417    | 335    | 14 | 92     |
| 4    | Birmingham and Solihull RFC | 26         | 16         | 1          | 9          | 691    | 526    | 165    | 17 | 83     |
| 5    | Otley RUFC                  | 26         | 17         | 0          | 9          | 609    | 484    | 125    | 7  | 75     |
| 6    | Exeter Chiefs               | 26         | 15         | 1          | 10         | 706    | 499    | 207    | 12 | 74     |
| 7    | Bedford Blues               | 26         | 12         | 1          | 13         | 623    | 627    | –4     | 11 | 61     |
| 8    | London Welsh                | 26         | 12         | 0          | 14         | 526    | 605    | –79    | 10 | 58     |
| 9    | Bristol Shoguns             | 26         | 10         | 0          | 16         | 547    | 650    | –103   | 11 | 51     |
| 10   | Penzance and Newlyn         | 26         | 8          | 1          | 17         | 474    | 892    | –418   | 9  | 43     |
| 11   | Henley Hawks                | 26         | 6          | 2          | 18         | 488    | 780    | –292   | 11 | 39     |
| 12   | Coventry RFC                | 26         | 6          | 2          | 18         | 488    | 733    | –245   | 9  | 37     |
| 13   | Wakefield RFC               | 26         | 6          | 1          | 19         | 392    | 709    | –417   | 11 | 37     |
| 14   | Manchester Rugby Club       | 26         | 1          | 0          | 23         | 363    | 1007   | –644   | 5  | 11     |

|  | Campeón.                            |
|  | Descendidos a la National League 1. |

| Bandera de Inglaterra      |
| Campeón Worcester Warriors |
| Primer título              |